# Charlie Dée
Charlie Dée, echte naam Renée van Dongen  (Rotterdam, 22 augustus 1977) is een Nederlandse singer-songwriter.

## Biografie
Op jonge leeftijd schreef Charlie al liedjes, componeerde ze muziek op de piano. In de jaren '90 volgde ze de Havo voor muziek en dans en daarna studeerde ze aan het Rotterdams conservatorium. Daar zat ze samen met de Nederlandse rockzangeres Anouk in dezelfde studiegroep.
In 2002 en 2003 begon ze met het formeren van haar eigen band. In 2004 won ze de Grote Prijs van Nederland in de categorie 'Singer-songwriter'. Haar debuutalbum "Where do girls come from" kwam uit in januari 2006.
De muziek van de Charlie Dée is beïnvloed door o.a. Rickie Lee Jones, Joni Mitchell, Fiona Apple en Jeff Buckley .
In 2006 won ze de Essent Award. Haar optreden op Lowlands 2006 wordt gezien als de doorbraak voor het grote publiek.
Voor de Tweede Kamerverkiezingen 2006 stond ze op de lijst van de Partij voor de Dieren.
In 2007 komt haar tweede album 'Love Your Live' uit bij PIAS.
Vanaf september 2008 is Charlie Dée te horen op het album Where Are You, Bambi Woods? van a balladeer.
Charlie Dée zingt mee in Superman can't move his legs en Oh, California.
In 2009 brengt ze een ode aan Joni Mitchell Ze brengt in een klap een DVD en een CD uit met live-opnames van 'a Tribute to Joni Mitchell', uitgebracht door Bladehammer Music.
In september 2010 komt het derde studioalbum van de Rotterdamse Charlie Dée uit op Bladehammer Music. 
Het album is getiteld 'Husbands and Wives' en de eerste single 'Have It All' kwam uit in juni 2010. Hij was o.a. te horen onder de commercial van DELA. DJ Tiësto maakte een remix van het nummer.

## Discografie

### Albums
- Where Do Girls Come From (2006)
- Love Your Life (2007)
- A Tribute to Joni Mitchell (2009)
- Husbands and Wives (2010)

### Singles
- One Way Ticket (2006)
- If I Ever Knew (2006)
- I Know (2007)
- Love Your Life (2007)
- Ten Thousand Times (2008) [Charlie Dée & Huub van der Lubbe]
- Have It All (2010)
- Apple Trees And Buzzing Bees (2011)
- Do You Know Love (2018)
- Yesterday Morning (2018)
- Down Again (2020)
- Simple Life (2020)
- Alone (2020)

### Ep's
- A Tribute To Joni EP (2008)

## Hitnoteringen

### Album Top 100
| Album met eventuele hitnotering(en) in de Nederlandse Album Top 100 | Datum van verschijnen | Datum van binnenkomst | Hoogste positie | Aantal weken | Opmerkingen |
| ------------------------------------------------------------------- | --------------------- | --------------------- | --------------- | ------------ | ----------- |
| Where Do Girls Come From                                            | 2006                  | 25-02-2006            | 60              | 4            |             |
| Love Your Life                                                      | 2007                  | 19-05-2007            | 46              | 2            |             |
| Husbands And Wives                                                  | 2010                  | 18-09-2010            | 96              | 1            |             |

### Top 40
| Single met eventuele hitnotering(en) in de Nederlandse Top 40 | Datum van verschijnen | Datum van binnenkomst | Hoogste positie | Aantal weken | Opmerkingen              |
| ------------------------------------------------------------- | --------------------- | --------------------- | --------------- | ------------ | ------------------------ |
| Have it all                                                   | 2010                  |                       |                 |              | #71 in de Single Top 100 |